# Lijst van burgemeesters van Berkenwoude
Dit is een lijst van burgemeesters van de voormalige Nederlandse gemeente Berkenwoude tot die gemeente op 1 januari 1985 opging in de gemeente Bergambacht.
| Ambtsperiode | Naam burgemeester                 | Partij of stroming | Bijzonderheden                                                                  |
| ------------ | --------------------------------- | ------------------ | ------------------------------------------------------------------------------- |
| 1811 - 1849  | Pieter Snel (ca.1775-1861)        |                    |                                                                                 |
| 1850 - 1867  | Jacobus Adrianus Snel (1804-1875) |                    | tevens burgemeester van Stolwijk (1832-1867) ; zoon van Pieter Snel             |
| 1867 - 1890  | Marinus Bron                      |                    | tevens burgemeester van Gouderak (1863-1890)                                    |
| 1890 - 1905  | Frederik Sophie Wilhelm Gautier   |                    | tevens burgemeester van Gouderak                                                |
| 1905 - 1906  | J.J. Snel                         |                    | later burgemeester van Moordrecht                                               |
| 1906 - 1915  | Th.H. Klinkhamer                  |                    | later burgemeester van Geldermalsen en Zevenhuizen                              |
| 1915 - 1920  | Adrianus Gautier                  |                    | later burgemeester van Coevorden                                                |
| 1920 - 1955  | Marius (M.) Gautier               |                    |                                                                                 |
| 1955 - 1979  | Izaak (I.) Luteijn                | VVD                |                                                                                 |
| 1979 - 1985  | P.B. Bakker                       | ARP / CDA          | waarnemend, voorheen burgemeester van Ouderkerk aan de IJssel en Sprang-Capelle |